# Witold Gołębiowski

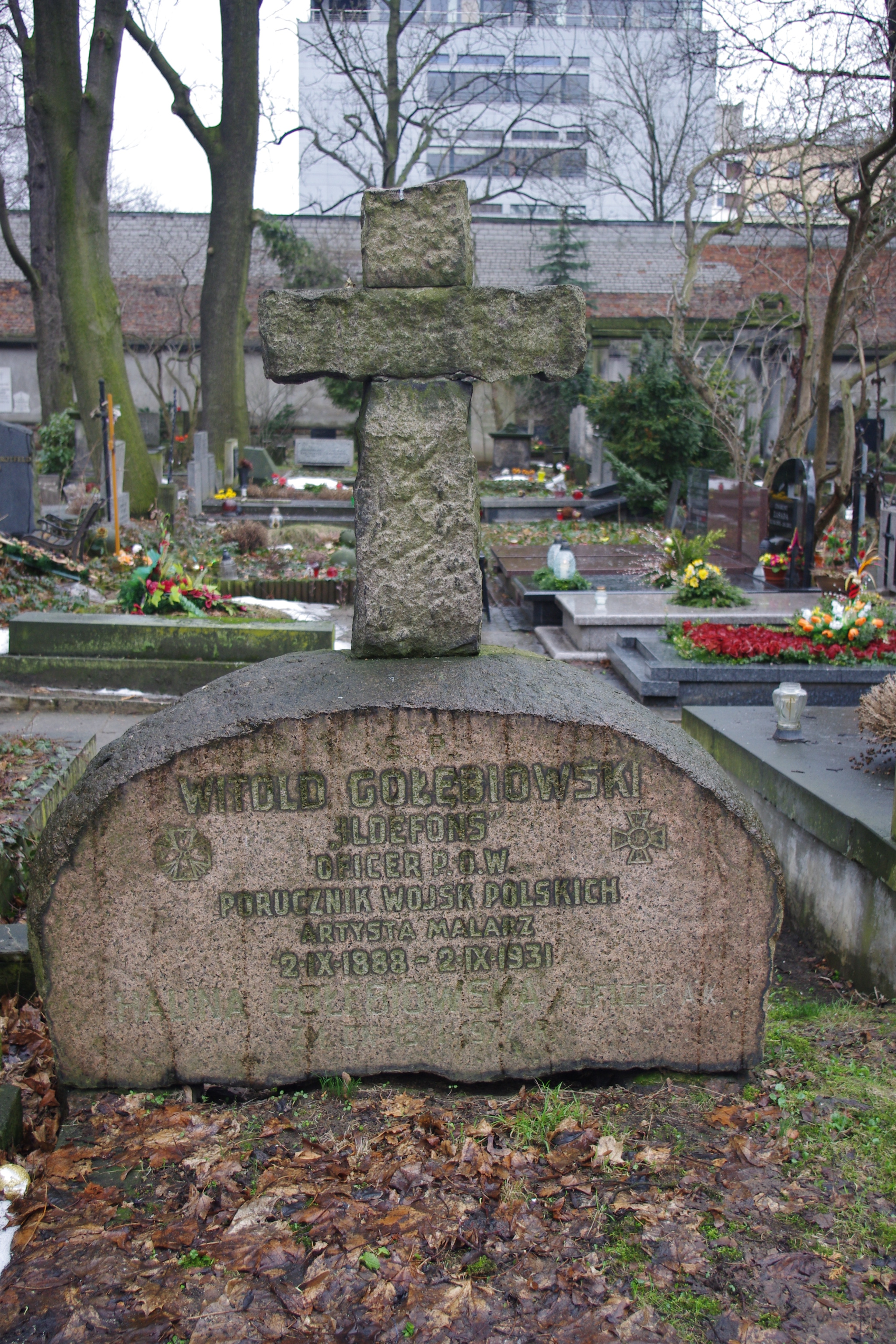
Grób malarza Witolda Gołębiowskiego (1888-1931) na Cmentarzu ewangelicko-reformowanym w Warszawie

Witold Gołębiowski ps. Ildefons Krynicki (ur. 1885, zm. 2 września 1931 w Warszawie) – polski malarz, działacz niepodległościowy, kawaler Orderu Virtuti Militari.

## Życiorys
Uczęszczając do gimnazjum po raz pierwszy zetknął się z młodzieżowymi organizacjami niepodległościowymi, za udział w nich został relegowany ze szkoły. W 1905 był jednym z przywódców strajku szkolnego w szkole technicznej w Janowie Podlaskim. Poważnie ranny podczas starć z policją został aresztowany i skazany na więzienie, które opuścił w 1907. Wyjechał wówczas z rodzinnych stron aby studiował malarstwo w Dreźnie, Monachium i Paryżu.
Powrócił w 1912 i wstąpił do Związku Strzeleckiego. Był jednym z organizatorów i pierwszych członków Polskiej Organizacji Wojskowej. W sierpniu 1915 wstąpił do Legionów Polskich, do tzw. batalionu warszawskiego. Walczył w I Brygadzie, awansował do stopnia kapitana.
Po odzyskaniu przez Polskę niepodległości został naczelnikiem POW na Kresach Wschodnich. Brał czynny udział w wojnie polsko-bolszewickiej. Po przejściu do rezerwy zaangażował się w przygotowaniach do plebiscytu na Warmii i Mazurach, otrzymał funkcję kierownika wydziału plebiscytowego.
Zmarł 2 września 1931 i spoczywa na Cmentarzu Ewangelickim-Reformowanym w Warszawie (kwatera N-2-16).
Obrazy Witolda Gołębiowskiego przedstawiały martwą naturę, kwiaty, pejzaże, a rzadziej portrety. Wielokrotnie wystawiano je w Galerii Zachęta.

## Ordery i odznaczenia
- Krzyż Srebrny Orderu Wojskowego Virtuti Militari nr 4959 (1921)[2]
- Krzyż Niepodległości z Mieczami[3]
- Krzyż Walecznych – czterokrotnie